# Hans Oschmann
Hans Oschmann (* 24. Dezember 1894 in Berlin-Schöneberg; † 14. November 1944 in Südfrankreich) war ein deutscher Nachrichtenoffizier, posthum Generalleutnant der Wehrmacht im Zweiten Weltkrieg.

## Leben
Hans Oschmann war ein Sohn vom späteren Generalmajor, Nachrichtenoffizier und Erfinder Albert Reinhold Oschmann (1861–1919) und seiner Frau Maria Magdalene, geb. Tomforde (1867–1946).
Hans Oschmann trat im Herbst 1913 als Fahnenjunker der Armee bei. Am 6. August 1914 wurde er im Telegraphen-Bataillon Nr. 1 (Berlin) des Gardekorps zum Leutnant befördert und diente im Ersten Weltkrieg.
Nach dem Krieg wurde er in die Reichswehr übernommen. Er konnte ein technisches Studium abschließen, wurde Diplom-Ingenieur und durfte fortan Dipl.-Ing. in den militärischen Dokumenten führen. 1926 wurde er zum Hauptmann befördert und diente 1930 in der 5. Nachrichten-Abteilung (Stuttgart).
Ab 1931 war er zum Reichswehrministeriums nach Berlin kommandiert. Später folgte seine Versetzung zur Abwehrabteilung, später beim Wehrmachtsamt, und leitete dort als Nachfolger von Erich Fellgiebel von 1932 bis 1934 die Chiffrierstelle. Oschmann schlug auf der Suche nach einem Mitarbeiter bei der Chiffrierstelle Hans-Thilo Schmidt vor, Bruder von Rudolf Schmidt und später in der Funktion bei der Chiffrierstelle französischer Spion. Am 1. Januar 1937 war er zum Oberstleutnant befördert worden.
Von Oktober 1937 bis April 1938 war er Kommandeur der Nachrichten-Lehr- und Versuchs-Abteilung in Halle an der Saale. Anschließend war er Kommandeur der Nachrichtentruppe VII (München) und blieb dies bis zum November 1939. Er übernahm in gleicher Funktion die Nachrichtentruppe XIII (Nürnberg), wurde am 1. Februar 1940 Oberst und ab August 1940 bis Mai 1941 die Nachrichtentruppe V (Stuttgart). Vom 15. Mai 1941 bis 9. Oktober 1942 war er Kommandeur der neu aufgestellten Horchtruppe 666, später kurzzeitig Horchtruppe Nord genannt, nahm am Ostfeldzug teil und übernahm anschließend die aus der Horchtruppe 666 gebildete Nachrichtenaufklärung 3. Hier blieb er, abermals in Russland stehend, bis Anfang 1943 und wurde dann in die Führerreserve versetzt.
Von Ende März 1943 übernahm er für 4 Monate die Führung des Grenadier-Regiments 741 bei der 714. Infanterie-Division, ab April 1943 Jäger-Regiment 741 bei der aus der 714. Infanterie-Division gebildeten 114. Jäger-Division. Anschließend war er mit der Beförderung zum Generalmajor am 1. August 1943 bis zur Auflösung der Dienststelle Kommandeur der Osttruppen z.b.V. 704 im Bereich der 4. Armee.
Von Anfang November 1943 bis Anfang August 1944 war er Kommandeur der 286. Sicherungs-Division, welche Ende Juni 1944 an der Ostfront vernichtet wurde und anschließend als Resttruppenteil eingesetzt wurde. Nach der Übergabe des Kommandos wurde er erneut in die Führerreserve versetzt. Am 18. September 1944 übernahm er von Generalleutnant Rene de l'Homme de Courbière das Kommando über die 338. Infanterie-Division, welche zu diesem Zeitpunkt an der Westfront gegen französische Kräfte kämpfte. Ende Oktober aus der Front herausgelöst, wurde die Division zur Auffrischung an die Schweizer Grenze geschickt. Bei den ersten schweren Angriffen nach der Besetzung des Abschnitts durch die Division starb Oschmann am 14. November 1944. Er war vom Kommandierenden General des LXIII. Korps, Friedrich-August Schack, abgeholt worden, um Stellungen nahe Bretigney und Faimbe aufzusuchen, als nahe Montbeliard französisches Artilleriefeuer begann. Die Gruppe trennte sich und versuchte unter dem feindlichen Feuer zu den eigenen Linien zurückzukehren. Schack schaffte dies und kehrte am Abend zum Kommandoposten nach Belfort zurück. Andere Gruppenangehörige wurden von den französischen Kräften gefangen genommen. Später wurden Unterlagen zu den Stellungen der 338. Infanterie-Division und Aufzeichnungen von Oschmann, eine ruhige Lage des Frontabschnitts betreffend, gefunden, welche zu einem Überraschungsangriff der Franzosen auf die Deutschen führte.
Rückwirkend zum 9. November 1944 wurde Oschmann zum Generalleutnant befördert.
Oschmann war ab 1919 mit Ute Aschenborn verheiratet und hatte zwei Kinder.